# دين المويسكا

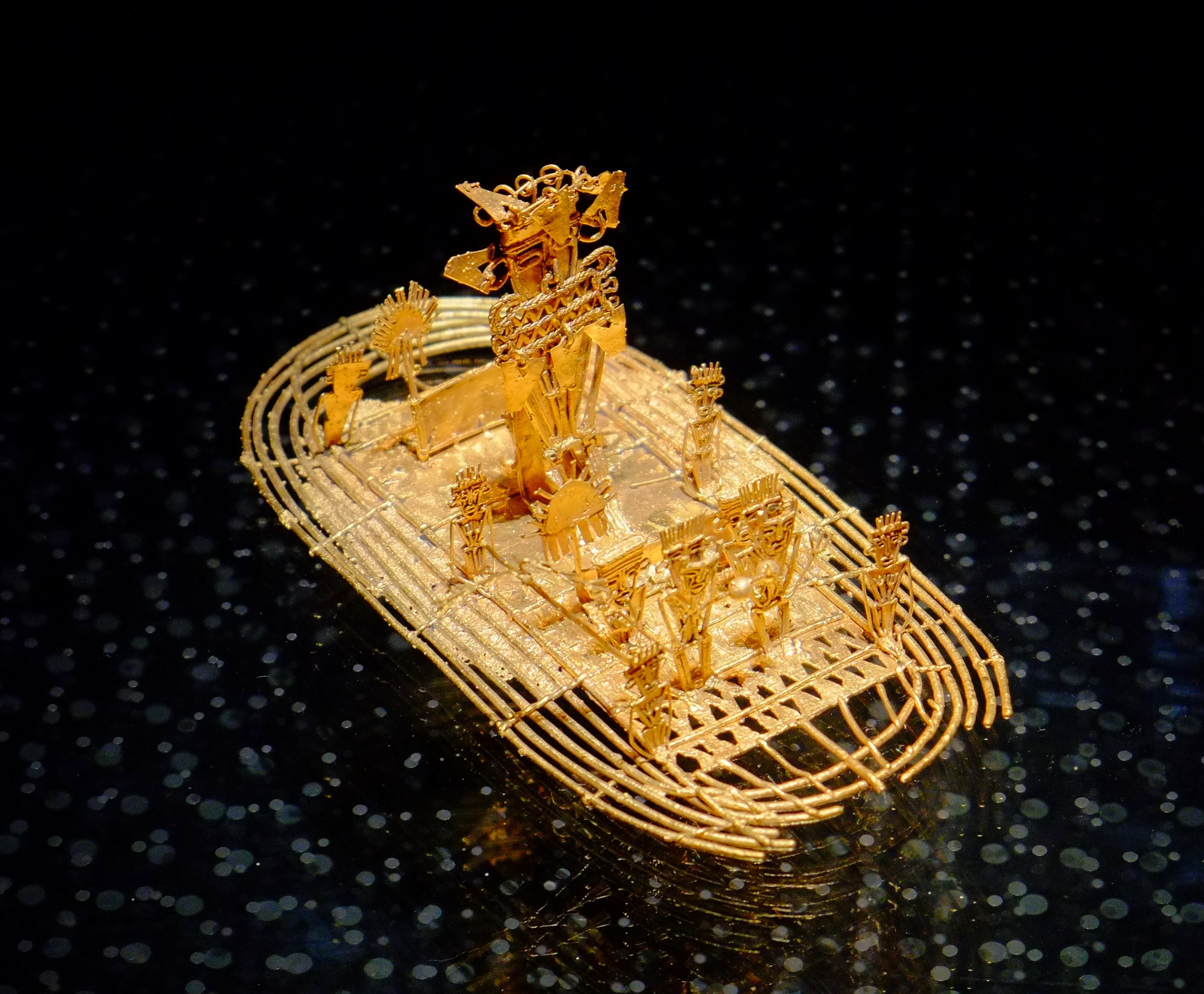

تشير كلمة دين المويسكا إلى دين شعب المويسكا الذي عاش وسط مرتفعات الآنديز في كولومبيا قبل غزو الإسبان للمويسكا. أسس المويسكيون اتحادًا للحكام المقدسين، وكانوا يعبدون آلهة متنوعة، ويصلون في معابد عديدة ويقيمون مجموعة من الشعائر في ثقافتهم. أما الذات العليا في دين المويسكا فهو تشيمينيغاغوا الذي خلق النور والأرض. لا يُعبَد تشيمينيغاغوا مباشرة، بل يُتقرَّب إليه بتشيا، وهي إلهة القمر، وزوجها سوي، وهو إله الشمس. وهذا التمثيل للجرمين السماويين الرئيسين بوصفهما رجلًا وزوجته، يظهر الطبيعة التكاملية بين الرجل والمرأة، والقيمة المقدسة الرفيعة للزواج.
عبد المويسكا آلهتهم في مواقع مقدسة، منها الطبيعي: مثل بحيرة غواتافيتا، وبحيرات سييكا وبحيرة توتا، ومنها المبنيّ المؤسس: من معابد الشمس والقمر في سواموكس (وهي مكّة الموسيكيين) وتشيا، وهي مدينة القمر، على الترتيب. في هذه الشعائر المقامة، يؤدي الكهنة قرابين، منها ما هو بشري. كان آخر احتفال ديني أقامه المويسكا في أوباك في يوم 27 من ديسمبر عام 1563.
عرف الأوروبيون بالمويسكا من خلال الغازي غونزالو جيمينيز دو كيسادا، والجندي خوان دو كاستيلانوس في القرن السادس عشر، والأقف فرينانديز دو بيدراهيتا والأخ بيدرو سيمون في القرن السابع عشر. كتب عالمان مويسكيان حديثان عن دين سكان مرتفعات ألتيبلانو كونديبوياسين هما جافيير أوكامبو لوبيز وإدوار لونودنيو.

## الشعائر الدينية
كان شعب المويسكا قومًا متدينين جدا، وكان لحكامهم دوران مزدوجان: قادة سياسيون وروحيون. كانوا يصومون ويستهلكون الكوكة والتبغ واليوبو في شعائرهم. كان اليوبو يستخرج من أشجار أنادينانثيرا، التي تنمو في منطثة ليانوس أوريينتيلز، إلى شرق مناطق المويسكا. هذه البذور النفسانية كان يُتَّجر بها مع الأكاغوا والغوايوب والتيغوا، وكانت تطحَن وتستنشق باستعمال عظم طائر مقعر أو ملعقة. كانت الأطباق التي يستنق منها اليوبو مصنوعة من الذهب والتمباغا، وكانت متقنة الصنع ومزيّنة. وجدت كثير من هذه الأطباق ولم تزل معروضة في متحف موزيو ديل أورو. تستعمل الكوكة في شعائر العرافة ولشفاء الأدواء. وكانت تخلط الكوكة بالجير لتزيد فعالية المادة. كان الجير يحفظ في  البروبورات المصنوعة عادةً من الذهب أو التمباغا.

## الآلهة
وصف المؤرّخون مجموعة من آلهة شعب المويسكا.

### تشيمينيغاغوا - الذات العليا
تشيمينيغاغوا هو الإله الخالق عند المويسكا وهو الذي خلق النور والأرض. في بدء الدهر كان الكون في سواد، إذ أرسل تشيمينيغاغوا طيرين أسودين ضخمين إلى السماوات. ومن مناقيرهما خُلق النور واستضاء الكون.

### تشيا - إلهة القمر
تشيا إلهة القمر وثانية الاثنين الذين يُقدَّس من خلالهما تشيمينيغاغوا. تمثل تشيا خصب الأرض والشعب. تزوّجت تشيا بسوي.

### سوي - إله الشمس
سوي إله الشمس، وهو مهمّ للزراعة عند شعب المويسكا. لا يزال سوي يتبع زوجته تشيا وتتبعه في السماوت، حتى يكونا زوجين كاملين عند بدء الشهر القمري وفي الكسوفين الشمسي والقمري.

### باتشوي - الإلهة الأم
ماتشوي أم جميع المويسكا، وهي عند المويسكا أم البشر كلهم، التي نشأت من بحيرة إيغواغ وفي يديها ولد عمره ثلاث سنوات. عندما كبر الولد ونما، تزوجت باتشوي ابنها وسافرا في أنحاء مناطق المويسكا. وكان تحمل في كل بطن أربعة أولاد أو خمسة أو ستة. يؤمن المويسكيون أن كل الناس ترجع أصولهم إلى باتشوي. عندما كبر أولادها، عادت باتشوي إلى بحيرة إيغواغ مع ابنها بعد كلمة أخيرة، وتحوّلا إلى ثعبانين ضخمين يسبحان في الماء، وهو ما جعل البحيرة مقدسة عند المويسكيين.

### بوتشيكا - رسول الحضارة
كان بوتشيكا رسول تشيمينيغاغوا، والمعلّم المقدس لشعب المويسكا. كان بوتشيكا رجلًا رشيدًا ملتحيًا أرسل من السماء ليعلم الناس النسج وصناعة العباءات والسيراميك، وعلمهم إلى جانب ذلك القيم الاجتماعية والأخلاقية والسياسية. سكن بوتشيكا في سواموكس، حيث كان الناس ينظمون احتفالات دينية سنوية. في الدين المويسكي، يعتقَد أن بوتشيكا هو الذي خلق شلالات تيكينداما وهي شلالات إلى غرب جنوب العاصمة باكاتا.

### هويتاكا - إلهة الالتحرر الجنسي المتمردة
هويتاكا إلهة السعادة والمتعة والتحرر الجنسي التي تمردت على بوتشيكا. وكانت امرأة جميلة عاشت حياة طويلة تعلم الناس الفنون والرقصات. لمّا اكتشف بوتشيكا تمردها ضد سلطته، حولها إلى بومة بيضاء.

### تشيبكاكم- إله المطر والبرق
كان الإله تشيبكاكم يمثل المطر والبرق، وهو الذي يحمي التجار والعاملين عموما. وهو الإله المحلي في باكاتا حيث كان الناس يقرّبون إليه الذهب. وكان انتقامه من عُصاته أن أصابهم بطوفان في السهول العشبية في بوغوتا. جاء بوتشيكا وأمر تشيبكاكم أن يحمل الأرض على كتفيه، كما فعل أطلس عند الأغارقة. كان تشيبكاكم أيضًا إله الزلازل الكثيرة في وسط جبال الأنديز.

### كوتشافيرا - إله قوس المطر
كان كوتشافيرا يمثل قوس المطر، وهو الذي خلق بوتشيكا عند ولادته شلالات تيكينداما احتفالًا به. كان المويسكا يمجدونه بالذهب والقرابين.

### تشاكن - إله الرياضة والخصب
تشامت إله خصب الأرض والرياضات. علّم تشاكن المويسكا كيف يتجهزون للحرب وكان يمجده محاربو الغيتشا والمزارعون حتى ينتصروا في المعارك ويغنموا غنائم حسنة. وكان تشاكن هو الذي يحيط بالشعائر الجنسية ويحميها، وكان الناس في هذه الشعائر يلبسون أزياءً ريشية ملوّنة. أسس تشاكن الرياضة الكولومبية الوطنية: التيجو.

### نينكاتاكوا - إله الفن والرقص
كان نينكاتاكوا إله المويسكا الذي يحفظ الفنانين والرسامين والبناة والسكارى ويحميهم. عبد أهل مناطق المويسكا نينكاتاكوا في احتفالات دينية يشربون فيها خكرة التشيكا حتى يسكروا. كان نينكاتاكوا يمثل بثعلب أو دب، يرتدي الذهب. ساعد نينكاتاكوا المويسكا على بناء البوهيو، إذ كان يحمل إليهم أعمدة الخشب للبناء.

## القرابين
قرّب المويسكيون إلى آلهتهم عدة مواد ثمينة، منها التونجو، وهي تماثيل إنسانية أو حيوانية تمثل شخصيات، وتكون مصنوعة من الذهب أو التمباغا (وهي خليط من الذهب والفضة والنحاس). وجدت كثير من هذه التونجات في مواقع عديدة ورُمّمت ولم تزل معروضة في متحف موزيو ديل أورو. ومن الأشياء التي كانوا يقربونها غلى آلهتهم: الزمرد وقواقع الحلزون والثياب والطعام. وكانت الببغاوات وطيور ملونة أخرى تستعمل في الشعائر المقدسة، إذ كان المويسكا يعتقدون أن لهذه الحيوانات أرواحًا.

### القرابين البشرية
لم تكن القرابين البشرية نادرة، ولكنها انقرضت بعد وصول الغزاة الإسبانيين. ولا نعرف أن القوم كانوا يقربون البشر إلا من تراثهم الشفهي. كتب جيمينيز دو كيسادا أن المويسكيين «لم يقرّبوا إلى آلهتهم إلا المسبيين من قبائل أخرى مثل البناتشي وغيرها، ولم يكن هذا بحدث إلا في مناسبات نادرة يقرب فيها البشر إلى الآلهة»، وقال لوكاس فيرنانديز بييدراهيتا أن «أفضل القرابين عند الآلهة قرابين الدماء البشرية».
أجمع المؤرخون كلهم على أن الأسر في الأزمنة القديمة كانوا يقدمون ابنًا واحدًا ذكرًا إلى الكهنة الذين يربّونه ليصبح إنسانًا تقيًّا، حتى إذا بلغ هذا الولد 15 عامًا (وفي بعض المصادر 12 عامًا) جُعل قربانًا للآلهة. كان هذا الأمر شرفًا كبيرًا للأسرة وللابن القتيل. كانت القربان يكون بنزع القلب من الجسم أو بخزق جسم الولد بالرماح والحراب. وفي الكوجينز ديل ساك كان الأولاد هؤلاء يقدمون إلى إله الشمس زوي، بُعَيد طلوع الشمس.

## أنظر أيضا
- بحيرة فوكوين